# Assembleia da República (Portugal)
De Assembleia da República (Nederlands: Assemblee van de Republiek) is het parlement van Portugal. Het is gevestigd in het Palácio de São Bento (Paleis van Sint Benedictus) in de hoofdstad Lissabon.
Volgens de Portugese grondwet kent Portugal een eenkamerparlement dat alle Portugezen vertegenwoordigt. De Assembleia da República is een van de belangrijkste staatsorganen van het land en bestaat uit 230 afgevaardigden, van wie vier afkomstig uit Portugese overzeese provincies, gekozen via algemeen, enkelvoudig kiesrecht voor een periode van vier jaar.
De voorzitter van de Assembleia da República – normaal gesproken lid van de grootste fractie – vervangt de president van Portugal als de laatste niet in staat is om het ambt te vervullen. De voorzitter wordt bijgestaan door vier vicevoorzitters. Een van de vicevoorzitters is plaatsvervanger van de voorzitter als deze afwezig is.

## Samenstelling
Na de verkiezingen van 10 maart 2024 is de samenstelling van het parlement als volgt:
- Minderheidsregering (80)
  -  Partido Social Democrata (PSD) - 78 afgevaardigden
  -  CDS – Partido Popular (CDS-PP) - 2 afgevaardigden
- Oppositie (150)
  -  Partido Socialista (PS) - 78 afgevaardigden
  -  Chega (CHEGA) - 50 afgevaardigden
  -  Iniciativa Liberal (IL) - 8 afgevaardigden
  -  Bloco de Esquerda (BE) - 5 afgevaardigden
  -  Partido Comunista Português (PCP) - 4 afgevaardigden
  -  Livre (LIVRE) - 4 afgevaardigden
  -  Pessoas-Animais-Natureza (PAN) - 1 afgevaardigde